# Светослав Ковачев
Светослав Ковачев (р. 14 март 1998 г.) е български футболист, играещ като полузащитник за Арда (Кърджали). Брат му, Лъчезар Ковачев, играе за ПФК Лудогорец (Разград) II.
Роднини:
Кристиян Хасъмски (Братовчед)
Лъчезар Ковачев (Брат)